# Axel Matus
Axel Matus (Guadalajara, Jalisco, México; 17 de junio de 1998) es un piloto de automovilismo mexicano. Actualmente compite en la SC Súper Copa, con Sidral Aga Racing Team en la categoría GTM Pro 1.

## Carrera

### Inicios
Matus comenzó a andar en el karting en 2002, a la edad de cuatro años. A partir de 2007 compitió en importantes campeonatos de karting en México y Estados Unidos.

### Fórmula 4

#### 2014
En 2014, Matus hizo su debut en el Campeonato Francés de F4 y terminó vigésimo primero en su temporada de debut. Regresó al año siguiente, reclamó su primera victoria y terminó séptimo en la general. En octubre de 2014, Matus estuvo entre los cuatro pilotos que habían sido invitados para unirse a las pruebas de la Academia de pilotos de Ferrari.

#### 2016
En 2016, Matus se convirtió en campeón de la Panam GP Series y en el primero campeón del Campeonato NACAM de Fórmula 4.

### Fórmula Renault
En enero de 2017, Matus fichó por la AVF by Adrián Vallés para la Eurocopa de Fórmula Renault. Fue solo uno de los cinco pilotos que no pudo asegurar una posición final en los puntos, terminando la temporada en el puesto 24.

### Turismos
Tras estar ausentes por unos años de las competencias de automovilismo, Matus volvería al ruedo para la SC Súper Copa en 2023, esto de la mano de Sidral Aga Racing Team en la cateo gira GTM Pro 1.

## Resumen de carrera
| Temporada | Categoría                                   | Equipo                 | Carreras     | Victorias    | Poles        | VR           | Podios       | Puntos       | Pos.         |
| --------- | ------------------------------------------- | ---------------------- | ------------ | ------------ | ------------ | ------------ | ------------ | ------------ | ------------ |
| 2014      | Campeonato Francés de F4                    | Auto Sport Academy     | 21           | 0            | 0            | 0            | 0            | 1            | 21.º         |
| 2015      | Campeonato Francés de F4                    | Auto Sport Academy     | 21           | 1            | 1            | 1            | 4            | 123          | 7.º          |
| 2015      | Panam GP Series                             | N/A                    | 2            | 1            | 1            | 1            | 1            | 20           | 9.º          |
| 2015-16   | Campeonato NACAM de Fórmula 4               | Ram Racing             | 21           | 12           | 6            | 9            | 16           | 405          | 1.º          |
| 2016      | Panam GP Series                             | AIF/Apollo             | 8            | 3            | 3            |              | 8            | 129          | 1.º          |
| 2017      | Eurocopa de Fórmula Renault                 | AVF by Adrián Vallés   | 23           | 0            | 0            | 0            | 0            | 0            | 24.º         |
| 2017      | Copa de Europa del Norte de Fórmula Renault | AVF by Adrián Vallés   | 3            | 0            | 0            | 0            | 0            | 0            | NC†          |
| 2018      | Eurocopa de Fórmula Renault                 | AVF by Adrián Vallés   | 20           | 0            | 0            | 0            | 0            | 4            | 19.º         |
| 2018      | Copa de Europa del Norte de Fórmula Renault | AVF by Adrián Vallés   | 8            | 0            | 0            | 0            | 0            | 0            | NC†          |
| 2023      | SC Súper Copa - GTM Pro 1                   | Sidral Aga Racing Team | Disputándose | Disputándose | Disputándose | Disputándose | Disputándose | Disputándose | Disputándose |
| Fuente:   |                                             |                        |              |              |              |              |              |              |              |